# راسيل كريستوفر
راسيل كريستوفر (بالإنجليزية: Russ Christopher)‏ هو لاعب كرة قاعدة أمريكي، ولد في 12 سبتمبر 1917 في ريتشموند في الولايات المتحدة، وتوفي بنفس المكان في 5 ديسمبر 1954.

## وصلات خارجية
- راسيل كريستوفر على موقعبيزبول رفرنس.كوم (الدوري الرئيسي) (الإنجليزية)